# Esteve d'Atenes
Esteve d'Atenes (en llatí Stephanus, en grec antic Στέφανος) fou un orador atenenc, fill de Menecles d'Acarnes que va viure al segle IV aC.
Sembla que era partidari de Cal·lístrat d'Afidnes. Contra aquest orador, Demòstenes va compondre, que es conegui, dos discursos que malauradament no tenen cap dada biogràfica important que permeti saber detalls de la seva vida. És mencionat també per Ateneu (Deipnosophistae XIII. 593f).